# Rádio Popular-Paredes-Boavista
Rádio Popular-Paredes-Boavista (código UCI: RPB) es un equipo ciclista portugués de categoría Continental. Forma parte del programa de diversos deportes que practica el Boavista Futebol Clube. 
En sus filas se han destacado ciclistas como Manuel Antonio Cardoso (2006-2007) y Tiago Machado (2005-2009). Además siempre ha nutrido su plantilla de ciclistas españoles como Ezequiel Mosquera (2004), Santi Pérez (2009), Josep Jufré (1999-2002), Adrián Palomares (2000-2004), Gustavo César Veloso (2001-2003) entre otros.

## Clasificaciones UCI
A partir de 2005 la UCI instauró los Circuitos Continentales UCI, donde el equipo está desde que se creó. Las clasificaciones del equipo y de su ciclista más destacado fueron las que siguen:

### UCI America Tour
| Temporada | Clasificación por equipos | Mejor corredor       | Posición |
| 2005      | 25.º                      | Pedro Miguel Miranda | 222.º    |
| 2009-2010 | 38.º                      | Danail Petrov        | 337.º    |
| 2011-2012 | 37.º                      | Daniel Eduardo Silva | 151.º    |

### UCI Asia Tour
| Temporada | Clasificación por equipos | Mejor corredor | Posición |
| 2006-2007 | 39.º                      | Jacek Morajko  | 139.º    |

### UCI Europe Tour
| Temporada | Clasificación por equipos | Mejor corredor               | Posición |
| 2005      | 59.º                      | Pedro Miguel Miranda         | 7.º      |
| 2005-2006 | 49.º                      | Manuel Antonio Cardoso       | 165.º    |
| 2006-2007 | 56.º                      | Tiago Machado                | 134.º    |
| 2007-2008 | 69.º                      | Tiago Machado                | 143.º    |
| 2008-2009 | 33.º                      | Tiago Machado                | 29.º     |
| 2009-2010 | 61.º                      | Danail Petrov                | 216.º    |
| 2010-2011 | 56.º                      | João Cabreira                | 183.º    |
| 2011-2012 | 84.º                      | Domingos Gonçalves           | 334.º    |
| 2012-2013 | 97.º                      | Daniel Eduardo Silva         | 400.º    |
| 2013-2014 | 78.º                      | Rui Sousa                    | 174.º    |
| 2015      | 64.º                      | Alberto Gallego              | 183.º    |
| 2016      | 57.º                      | Daniel Eduardo Silva         | 368.º    |
| 2017      | 79.º                      | João Benta                   | 242.º    |
| 2018      | 62.º                      | Domingos Gonçalves           | 154.º    |
| 2019      | 69.º                      | David Miguel Costa Rodrigues | 443.º    |

### UCI Oceania Tour
| Temporada | Clasificación por equipos | Mejor corredor | Posición |
| 2005-2006 | 27.º                      | Benjamin Day   | 74.º     |

## Palmarés
Para años anteriores véase: Palmarés del Rádio Popular-Paredes-Boavista.

### Palmarés 2025

#### Circuitos Continentales UCI
| Fechas | Circuito | Carreras | Ganador |

#### Campeonatos nacionales
| Fechas | Carreras | Ganador |

## Plantilla
Para años anteriores véase: Plantillas del Rádio Popular-Paredes-Boavista.

### Plantilla 2025
| Nombre           | Nacimiento | Nacionalidad | Equipo 2024                    |
| Alberto Álvarez  | 23/11/2001 | España       | Neo (Extremadura-Pebetero)     |
| Gonçalo Amado    | 09/02/1994 | Portugal     | Tavfer-Ovos Matinados-Mortágua |
| Daniel Dias      | 29/07/2001 | Portugal     | Rádio Popular-Paredes-Boavista |
| Rafael Durães    | 12/03/2006 | Portugal     | Neo (Paredes-Fortunna)         |
| César Fonte      | 10/12/1986 | Portugal     | Rádio Popular-Paredes-Boavista |
| Hélder Gonçalves | 16/06/2000 | Portugal     | Rádio Popular-Paredes-Boavista |
| Tiago Leal       | 22/10/1999 | Portugal     | Rádio Popular-Paredes-Boavista |
| Afonso Lopes     | 31/03/2004 | Portugal     | Neo (Porminho Team sub-23)     |
| Lucas Lopes      | 10/04/2003 | Portugal     | Electro Hiper Europa (2023)    |
| João Martins     | 27/03/2004 | Portugal     | Rádio Popular-Paredes-Boavista |
| Raúl Rota        | 18/11/1999 | España       | Rádio Popular-Paredes-Boavista |